# Beneficio fiscal
El beneficio fiscal o deducción fiscal es un concepto que incluye la exención fiscal, bonificaciones y deducciones tributarias. Es una reducción de ingresos sujetos a tributos, por diversos conceptos, en especial gastos incurridos para producir ingresos.
A menudo, estas deducciones están sujetas a limitaciones o condiciones. Las deducciones fiscales por lo general solo se permiten para gastos incurridos que producen beneficios actuales y se requiere la capitalización de los elementos que producen beneficio futuro, a veces con excepciones. En general los sistemas permiten recuperar de alguna manera en un período de tiempo de la capitalización empresarial y elementos de inversión, como a través de asignaciones para depreciación, obsolescencia o deterioro en su valor.
Muchos sistemas reducen la base imponible del mínimo personal o proporcionan un rango de ingresos sujetos a impuesto cero. Además, algunos sistemas permiten deducciones de la base imponible para asuntos que el gobierno en su recaudación tributaria desea fomentar. Algunos sistemas distinguen entre tipos de deducciones (de negocios frente a que no son de negocios).